# あじさい丸
あじさい丸（-まる）は、1962年に就航した東海汽船の貨客船である。1978年の神新汽船設立とともに同社の航路に就航した。

## 概要
下田 - 新島 - 神津島 - 三宅島航路向けに建造され、1962年3月15日、大阪の佐野安船渠で竣工した。東海汽船と特定船舶整備公団（後に船舶整備公団に改編）との共有であり、神新汽船航路就航の際に神新汽船への貸し出された。東海汽船の近代化の礎となるモデルであった。1988年2月、神新汽船の新造船あぜりあ丸の就航により引退、廃船となり兵庫県赤穂市坂越湾の久三商店で解体された。

## 就航航路
東海汽船
- 下田港 - 新島 - 神津島 - 三宅島
- 下田港 - 神津島 - 大島

神新汽船
- 下田港 - 新島 - 式根島 - 神津島

## 設計
本船はデリック付貨客船として計画されたが、就航当時は神津島、新島、三宅島の各島の港湾が未整備で、艀による荷役を行っていたため、準備工事のみで竣工した。神新汽船への移籍後には、計画通りデリックが装備された。また、上甲板および遊歩甲板の木甲板には、イル・ド・フランスのチーク材が流用されていた。
佐野安船渠では、同時期に準同型船といえる加藤汽船のはぴねすが建造されている。

## 事故・インシデント

### 漁船との衝突
1987年1月19日、9時50分ごろ、下田港から神津島に向かっていた本船は、神子元島灯台の北方約1.9海里の地点で、一本釣り漁船第一穂栄丸と衝突した。本船の船首が、第一穂栄丸の右舷船尾部に後方から約20度の角度で衝突、第一穂栄丸は大きく右転し、本船の右舷船首部に再度衝突した。衝突により、本船は右舷船首部に擦過傷と凹損を生じ、第一穂栄丸は右舷船尾に亀裂を生じて機関室に浸水した。また、第一穂栄丸の甲板員が頭部などを負傷した。事故原因は、互いに進路を横切り衝突の恐れがある状態で、本船を右舷側に確認した第一穂栄丸がその後の動静監視を行わず、本船の進路を避けなかったことで発生したが、本船が警告信号を行わず、衝突回避の協力動作が遅かったことも一因とされた。